# شلوميت
شلوميت (بالعبرية: שלומית) هي مستوطنة مجتمعية في جنوب إسرائيل، وتقع في صحراء النقب، على بعد حوالي 700 متر من الحدود المصرية، وتقع تحت إدارة مجلس إشكول الإقليمي. في 2019 بلغ عدد سكانها 365 نسمة.

## التاريخ
تم إنشاء المستوطنة بالتعاون مع أمانا ووزارة تطوير النقب والجليل ووحدة الاستيطان والبنية التحتية الوطنية التابعة لوزارة الدفاع. كانت تتكون في البداية من هياكل متنقلة من المتوقع أن يتم استبدالها بمساكن دائمة. ومن المقرر أيضًا إنشاء منطقة صناعية ومؤسسات تعليمية، إلى جانب توفير مساكن لحوالي 500 نسبة. يعد الصندوق القومي اليهودي مساهمًا رئيسيًا في تطوير شلوميت.